# 斯帕24小時耐力賽
道達爾斯帕24小時耐力賽（英語：Total 24 Hours of Spa）是每年於比利時的斯帕-弗朗科爾尚賽道舉辦的耐力賽。
斯帕24小時耐力賽自1953年起，傳統上安排於每年7月尾進行比賽。但自2023年F1比利時大獎賽佔用了7月尾的賽期，因此斯帕24小時耐力賽由該年起改為7月初舉行。

## 外部連結
- Total Spa 24 Hours website: Available in English, French and Dutch
- 1971 results
- 1972 results
- 1981 results  （页面存档备份，存于）
- FIA GT Website  （页面存档备份，存于）